# Killing Sarai
Killing Sarai (spanischer Originaltitel En Brazos de un Asesino) ist ein dominikanischer Gangster-Liebesfilm aus dem Jahr 2019. Die Hauptrollen spielten William Levy und in der Titelrolle Alicia Sanz. Der Film basiert auf dem gleichnamigen Roman (Killing the Sarai) von J.A. Redmerski aus dem Jahr 2013.

## Handlung
Mexiko. Der Auftragskiller Victor besucht eines Nachts das Anwesen des Drogen- und Menschenhändlers Javier um die vereinbarte Gage für seinen letzten Auftrag entgegenzunehmen. Javier will Victor für einen neuen Auftrag engagieren, um einen Mann namens Guzman zu töten. doch Victor zeigt sich nicht sehr kooperativ, da Guzman die doppelte Summe geboten habe, um Javier zu töten. Als einer von Javiers Männer seine Waffe zückt, erschießt ihn Victor augenblicklich, um deutlich zu machen, wer in welcher Machtposition ist. Die anwesenden jungen Frauen Sarai und Lydia werden Zeuginnen des Geschehens. Schließlich nimmt Victor für einen Preis von 3,5 Millionen Dollar den neuen Auftrag an.
Als er später in sein Auto steigt, wird er von Sarai überrascht, die ihn auf dem Rücksitz mit einer Waffe am Kopf bedroht und ihn auffordert loszufahren. Sie erzählt, dass sie seit neun Jahren, seit ihrem vierzehnten Lebensjahr, von Javier als Sexsklavin gefangen gehalten wurde. Ihre eigene Mutter führte sie ihm aus Spanien als Sklavin zu. Sarai fordert Victor auf, sie zur US-amerikanisch-mexikanischen Grenze zu bringen. Als Sarai durch das Klingeln von Victors Handy abgelenkt wird, schlägt Victor sie bewusstlos.
Als Sarai am nächsten Tag aufwacht, findet sie sich gefesselt in der Badewanne eines fremden Hauses wieder. Kurz darauf wird Victor von Javiers Schwester und drei Leibwächtern aufgesucht. Als diese ihn auffordert, Sarai an Victor zurückzugeben, erschießt Victor die Leibwächter, auch da ihm klar wird, dass Javier ein doppeltes Spiel mit ihm spielt und seinen Sohn Tod in Kauf nimmt. Victor entscheidet sich Sarai als Druckmittel zu benutzen und handelt einen neuen Deal aus. Sobald er seinen Auftragsmord erledigt hat, wird er Sarai gegen das vereinbarte Geld austauschen. Sarai bekomm dies durch die Tür mit. Victor lässt Javiers Schwester von Sarai fesseln. Die beiden lassen sie zurück und fahren davon.
Victor bringt Sarai in ein Lokal, wo sie zusammen frühstücken. Sarai will mehr von ihm erfahren. Victor erzählt, dass er aus Kuba kommt, seine Mutter ist Kubanerin, sein verstorbener Vater Mexikaner. Victor eröffnet ihr, dass er seinen eigenen Vater getötet hat. Kurz darauf betreten zwei Männer das Lokal, die Victor anhand ihres Verhaltens als Kopfgeldjäger erkennt, die nach ihm und Sarai suchen. Er erschießt beide und er und Sarai fliehen mit ihrem Auto. Für die Nacht bringt er sie in einem Versteck unter. Während Sarai eine Dusche nimmt, nimmt Victor per Laptop Kontakt zu seinem Halbbruder und Partner Niklas auf. Er öffnet ihm, dass er in Javiers Haus die gefangenen gehaltene Tochter von Guzman gesehen hat – der Grund, warum Guzman Javier töten will. Victor schlägt vor Sarai gegen Guzmans Tochter auszutauschen. Niklas sendet ihm ein Video, das zeigt wie Sarais Freundin Lydia von Javiers Männern gefoltert wird.
Sarai kehrt in Unterhemd und Slip aus der Dusche zurück, wobei sie augenblicklich von Victor aufs Bett niedergedrückt und gefesselt wird. Sarai erstarrt, da sie glaubt, dass Victor sie vergewaltigen will, doch er fixiert sie nur, um sie an der Flucht zu hindern und fordert sie auf zu schlafen. Er selbst legt sich auf dem Sofa nieder. In der Nacht gelingt es Sarai sich zu befreien. Sie ergreift Victors Waffe, bedroht ihn und fordert ihn auf das Passwort zu seinem Laptop zu geben. Saraii sieht verstört das Video, in dem ihre Freundin Lydia brutal gefoltert wird.
In Abwesenheit von Sarai telefoniert Victor am nächsten Morgen mit Javier, der ihm eine weitere Million Dollar anbietet, wenn er Sarai tötet. Victor einigt sich mit ihm, Guzmans Tochter gegen Sarai auszutauschen. Victor begreift, dass Javier Sarai töten will, da sie zu viel über seine Organisation weiß und in Freiheit eine Bedrohung für ihn wäre. Er erzählt Sarai davon und dass er keine Unschuldigen töte. Sarai entgegnet, sie sei nicht unschuldig und berichtet wie Javier sie jahrelang vergewaltigte und sie nur stumm daneben stand er und seine Männer andere Menschen folterten und junge Frauen als Sklavinnen verkauften und ermordeten, wenn sie ihren Zielen nicht mehr dienlich waren. Sarai will ihre Freundin Lydia retten und stimmt zu, sich gegen Lydia an Javier austauschen zu lassen. Zusammen mit Niklas kommt zu dem Treffen mit Javiers Schwester und Javiers Männern. Sowohl Lydia als auch Guzmans Tochter Cordelia sollen nun gegen Sarai ausgetauscht werden. Doch im Moment des Austauschs zieht Victor eine Waffe und tötet Javiers Männer. Als Sarai Lydia in die Arme schließt, wird diese von Javiers Schwester erschossen, die daraufhin wiederum von Victor erschossen wird. Sarai trauert um ihre Freundin, bis Victor und Niklas sie und Cordelia in einen Wagen bringen und den Treffpunkt verlassen. Niklas bringt die beiden zum Flughafen, wo Victor und Sarai eine Privatmaschine besteigen. Victor gibt Sarai einen gefälschten Pass, sie solle sich fortan Izabella nennen.
Victor bringt Sarai in einen Unterschlupf, er selbst will sich auf die Suche nach Javier machen. Doch kurz darauf dringen Javier und seine Männer in das Anwesen ein, letztlich kann Victor die Männer überwinden. Javier wird von Sarai erschossen. Victor verdächtigt seinen Bruder Niklas, das Versteck verraten zu haben, da nur er wissen konnte, wo er Sarai hinbrachte. Niklas beteuert seine Unschuld, auch als Victor droht ihn zu erschießen. Schließlich begreift er, befiehlt Sarai sich auszuziehen und tastet ihren nackten Körper vollständig ab. In ihrem Nacken erfühlt er schließlich ein Implantat mit einem Sender, durch den Sarai die ganze Zeit aufgespürt werden konnte. Niklas entziffert den Sender als ein Fabrikat, das auch in Sklavenmädchen, die in Dubai verkauft wurden, gefunden wurden. Verwendet wurden sie von einem Mann namens Arthur Hamburg.
Victor bringt Sarai in ein neues Versteck. In der Nacht steigt sie zu ihm ins Bett. Victor wehrt sich gegen Sarais Annäherungsversuche, doch sie erklärt, dass sie erstmals in ihrem Leben Kontrolle haben möchte. Sarai hat Sex mit Victor wird dabei jedoch schließlich von ihren Erinnerungen an die unzähligen Vergewaltigungen durch Javier eingeholt. Victor erhält einen neuen Auftrag und besucht mit Sarai inkognito eine private erotische Party, bei der er auch Arthur Hamburg trifft. Dieser interessiert sich für die beiden und bittet sie zu einem Gespräch in einem seiner Privaträume, wo er eröffnet, dass er ihnen gegen Bezahlung beim Sex zusehen will. Victor nutzt diese Nähe, um von Hamburg Unterlagen zu stehlen und ihn damit unter Druck zu setzen, zudem tötet er gemäß seines Auftrags dessen seine heroinabhängige Frau. Victor und Sarai kehren in ihren Unterschlupf zurück, wo sie miteinander leidenschaftlichen Sex haben.
Am nächsten Morgen erhält Victor von Niklas einen neuen Auftrag und lässt Sarai schlafend zurück. Als sein Kontakt nicht eintrifft, eilt er zurück zu Sarai, die von Niklas mit einer Waffe bedroht wird, der ihn vor ihr schützen will. Victor kommt rechtzeitig und überwältigt Niklas. Es kommt zum Kampf, wobei Sarai angeschossen und schwer verletzt wird. Victor bringt sie in ein Krankenhaus, wo Sarai gerettet werden kann. Als sie nach drei Tagen wieder erwacht, überreicht Victor ihr einen Umschlag mit Geld und verabschiedet sich von ihr. Er weiß, dass sein Leben als Auftragsmörder keine Beziehung mit Sarai zulässt.
Ein Jahr später erzählt Sarai, dass Victor sie nicht nur aus einem Leben in Missbrauch und Sklaverei befreit hat, sondern sie Emotionen fühlen ließ und sie zu dem machte, was sie heute ist. Unter ihrem gefälschten Namen Izabela Seyfierd sucht Sarai Arthur Hamburg auf – mutmaßlich, um ihn zu ermorden.